# Carlos Jürgens
Carlos Jürgens (nacido el 27 de octubre de 1998 en Tartu) es un jugador de baloncesto profesional estonio que juega en las filas del Club Ourense Baloncesto de Primera FEB. Con 1,96 metros de altura juega en la posición de base. Es internacional con la selección de baloncesto de Estonia.

## Trayectoria
Nacido en Tartu, es un jugador formado en el Audentese SG/Noortekoondis con el que llegó a debutar con 16 años en la primera división estonia y disputó 11 partidos en la temporada 2015-16.
Tras otra temporada en las filas del Audentese SG/Noortekoondis, en 2018 ingresó en la Universidad Oral Roberts, situada en Tulsa, en el estado de Oklahoma, donde disputaría durante cinco temporadas la NCAA con los Oral Roberts Golden Eagles, desde 2018 a 2024. 
Tras no ser seleccionado en el draft de la NBA de 2024, regresa a Estonia para jugar en el TTÜ K.K., en el que promedió 13,6 puntos, 4,2 asistencias, 2,6 rebotes y 1,2 robos por partido, con un alto porcentaje de acierto: 43,6% en triples, 42,6% en tiros de campo y 71,2% en tiros libres.
El 26 de junio de 2025, firma por el Club Ourense Baloncesto de Primera FEB.